# Erytroplazja Queyrata
Erytroplazja Queyrata (łac. erythroplasia Queyrat, ang. erythroplasia of Queyrat) – postać raka kolczystokomórkowego przedinwazyjnego (carcinoma in situ) skóry; pojedyncza, ostro odgraniczona zmiana, sinoczerwonej barwy, o gładkiej, aksamitnie błyszczącej powierzchni, zlokalizowana na żołędzi prącia lub, rzadziej, w obrębie sromu. W późniejszym okresie choroby może wystąpić stwardnienie podstawy zmiany, pokrycie jej powierzchni strupem, mogą też wystąpić przerzuty.
Tę jednostkę chorobową uważa się za szczególną postać choroby Bowena, lub określa jako chorobę Bowena żołędzi prącia.
Etiologia erytroplazji Queyrata wiąże się z infekcją wirusem brodawczaka ludzkiego (HPV typy 16, 18, 31, 33, 35); w większości przypadków można wykazać ich obecność.

## Różnicowanie
- nieswoiste stany zapalne żołędzi prącia (balanitis), np. na tle bakteryjnym lub drożdżakowym
- różne postaci raka podstawnokomórkowego skóry
- wrzód miękki
- liszaj twardzinowy i zanikowy
- bowenoid papulosis
- owrzodzenie pierwotne w kile
- zapalenie plazmakomórkowe żołędzi Zoona (balanitis plasmocellularis Zoon)
- rak kolczystokomórkowy skóry.

## Leczenie
- miejscowo 5% maść 5-fluorouracylowa
- powierzchowne napromienianie promieniami Roentgena.

## Historia
Termin erytroplazji Queyrata wiąże się z nazwiskiem francuskiego dermatologa Louisa Auguste'a Queyrata (1872-1933), działającego w Paryżu, który przedstawił opis choroby w 1911 roku i uznał ją za stan poprzedzający rozwój raka. Przed nim chorobę opisywali profesor Tarnowski z Petersburga w 1891 i Jean Alfred Fournier (1832-1914) wespół z Ferdinandem-Jeanem Darierem (1856-1938) w 1893 roku.